# Vrouwencondoom

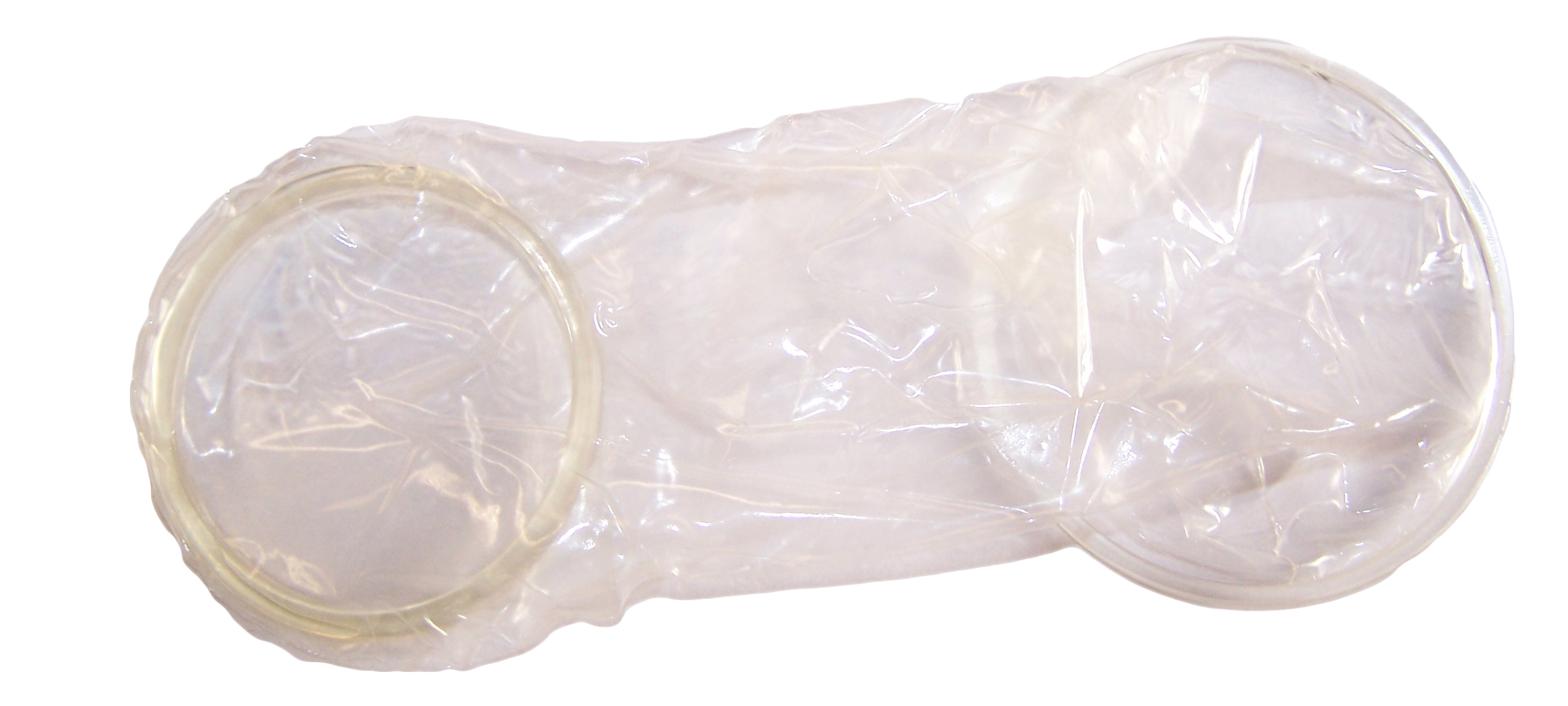
een vrouwencondoom

Een vrouwencondoom is een voorbehoedsmiddel in de vorm van een zakje gemaakt van kunststof, voorzien van twee soepele ringen van rubber. De kleinste ring wordt diep in de schede voor de baarmoedermond ingebracht, de grootste ring komt aan de buitenkant van de vulva te liggen met als doel:
- het sperma op te vangen om de kans op zwangerschap te verkleinen en
- het fysiek contact tussen de schede en de andere partner te voorkomen als bescherming tegen seksueel overdraagbare aandoeningen (SOA).

Het vrouwencondoom kan een tijd voor de geslachtsgemeenschap ingebracht worden. Sommige mensen vinden het onprettig om met een condoom te vrijen, ongeacht of het een mannencondoom of vrouwencondoom is. Er is geen huid-op-huid contact, er zit iets tussen. Een vrouwencondoom wordt wegens krakerig bijgeluid onprettig gevonden en wordt daarom niet vaak gebruikt. Een andere reden dat het niet bevalt is dat na de ejaculatie het zaad naar buiten kan stromen, wat het intieme samenzijn kan verstoren.
Op de gebruiksaanwijzing staat duidelijk uitgelegd hoe het vrouwencondoom gebruikt moet worden. Een condoom kan slechts één keer gebruikt worden.

## Gebruiksaanwijzing
1. Het beste is om een ontspannen houding te kiezen; liggend, zittend met de knieën van elkaar of staand met een voet op een stoel.
2. Men neemt het vrouwencondoom voorzichtig uit de verpakking. Het vrouwencondoom is voorbehandeld met glijmiddel. De flexibele binnenring moet zich aan het gesloten einde van het vrouwencondoom bevinden. Men knijpt de binnenring tussen duim en middelvinger.
3. Met de andere hand brengt men de schaamlippen van elkaar, en duwt men de binnenring in de vagina, zo ver mogelijk naar binnen.
4. Hierna drukt men de wijsvinger in het vrouwencondoom totdat de onderkant van de binnenring is te voelen. Daarna is de binnenring zo ver mogelijk in de vagina te duwen.
5. Het vrouwencondoom zit op de juiste plaats wanneer de binnenring net voorbij het schaambeen ligt. Men kan het schaambeen voelen door een vinger, als deze enkele centimeters in de vagina is, te bewegen in de richting van de buik. De buitenring en een klein deel van het condoom blijven buiten de vagina, dit is normaal.

Wat gebeurt er tijdens het vrijen?
Het vrouwencondoom kan op ieder gewenst moment voor de gemeenschap worden ingebracht. Het is aan te raden om de penis van de partner in het condoom te leiden. Als men merkt dat de penis naast het condoom in de vagina komt, dan dient de penis teruggetrokken te worden en alsnog in het condoom te worden gebracht. Het is normaal dat het vrouwencondoom tijdens het vrijen gaat schuiven. Dit vermindert de bescherming en het gevoel niet, want de penis blijft geheel omsloten en het sperma komt na een ejaculatie in het condoom.
Het vrouwencondoom verwijderen
Omdat het vrouwencondoom de vagina geheel omsluit is het niet nodig dat de penis direct na de zaadlozing wordt teruggetrokken. Het vrouwencondoom is te verwijderen wanneer dat het beste uitkomt voor beide partners. Voordat het vrouwencondoom wordt verwijderd, draait men de buitenring een slag, zodat het sperma in het condoom wordt gesloten.
Daarna trekt men voorzichtig het condoom uit de vagina. Het gebruikte condoom weer in de verpakking stoppen en weggooien in een afvalbak. Nooit door het toilet spoelen! Men dient bij elke gemeenschap een nieuw vrouwencondoom te gebruiken.